# Смирнова Кіра Петрівна
Кіра Петрівна Смирнова (5 травня 1922, Калуга — 4 січня 1996, Москва) — радянська і російська артистка естради, пародистка, виконавиця ліричних пісень і романсів, актриса. Заслужена артистка Російської Федерації (1995).

## Біографія
Кіра Смирнова народилася 5 травня 1922 в Калуге.
Виросла в музичному середовищі, рано навчилася грати на гітарі та фортепіано. Після переїзду в Москву закінчила школу (червень 1941) і поступила на завод, що випускав гранати. Брала участь в заводській самодіяльності, де її помітив режисер М. Альтшуль. Він запросив Смирнову в керований ним фронтовий театр, в якому вона виступала в роки німецько-радянської війни — грала в скетчах, танцювала, співала сатиричні куплети і ліричні пісні, виконувала пародії. Після війни працювала коректором у газеті «Московский комсомолец».
З початку 1950-х років виступала з пародіями (більшість були написані її чоловіком — дитячим поетом і перекладачем Борисом Заходером). За пародійний номер «У попа була собака» (на Клавдію Шульженко, Олександра Вертинського, Рашида Бейбутова і Людмилу Лядову) отримала премію на першій Театральній весни (1956). Почавши з імітації конкретних артистів, Смирнова перейшла до сатиричного показу всіляких штампів, награвання, вульгарності, вульгарності в мистецтві. Її огляд кінця 1950-х років «За театрам і концертним залам» було включено в програму Московського мюзик-холу «Коли запалюються зірки» (1960).
Чудова акторська техніка, від природи поставлений голос, тонкий смак і музикальність допомагали актрисі створювати гострі, гротескові «портрети» висміюваних явищ, доводячи їх до карикатури (наприклад, кіноактор, зіграв паличку Коха в фільмі «Життя мікроба», але претендує на роль "зірки ").
На початку 1960-х років Смирнова змінює амплуа і починає виконувати ліричні пісні та міські романси. Однією з-перше не-пародійних програм була: «Кіра Смирнова співає пісні Новели Матвєєвої» (1964) — поетеси і барда, яку артистка фактично відкрила для широкої публіки.
У 1962 році гастролювала в Парижі з Московським мюзик-холом, а потім в 1964 році на запрошення директора паризької «Олімпії», Бруно Кокатрікса виступала там з сольним відділенням.
Протягом 1990-х років неодноразово брала участь у передачі Едуарда Успенського «У нашу гавань заходили кораблі» на Радіо Росії.
Померла на 4 січня 1996 на 74-му році життя в Москві.
Похована на Міуському кладовищі.

## Фільмографія

### Ролі в кіно
- 1967 — Арена
- 1972 — Стоянка поїзда — дві хвилини — Глафіра Миронівна
- 1978 — Йшов собака по роялю — Маланья

### Озвучування мультфільмів
- 1965 — Ні богу, ні чорту — Бог
- 1966 — Про злу мачуху — друга бабуся
- 1979 — Чарівне кільце — Маремьяна
- 1986 — Архангельські новели — Перепеліха
- 1988 — Сміх і горе у Біла моря — Маремьяна / Перепеліха
- 1993 — Фантазери з села Угори — Баба-Яга

## Дискографія
- Театр «Кругозір». У всіх ролях — Кіра Смирнова [спектакль «Діапазони пародії» (пародії на неназваних солістку Великого театру і виконавицю російських народних пісень (можливо, Лідію Русланову), Володимира Канделакі і Іму Сумак)]. — Журнал «Кругозір», 1964, № 4, с. 3 стор. Обкладинки, 9 звукова стор.[7]
- Пісні Новели Матвєєвої: Кисть художника; Ах, як довго; Жив кораблик; Бачиш, зеленим оксамитом; З валізою; Дощ, дощ осінній; Швидше наповнимо; Раз веселі цигани; У тиші весняної; Біля річковий хвилі; Дівчина з гітарою була; Ой, Міссурі; Набігають хвилі сині; У закатних хмарах. — Фірма грамзапису «Мелодія», 1964.
- Зайка-листоноша: музична казка (роль Сороки). — Фірма грамзапису «Мелодія», 1979.
- «Подія в країні Мульти-Пульти» (музична казка Аркадія Хайта) (роль Шапокляк). — Фірма грамзапису «Мелодія», 1981.
- В нашу гавань заходили кораблі (пісні міських дворів і околиць): Журавлі над Колимою, Коли в море горить бірюза, Ця гай, Трошка (з Григорієм Гладковим), Я йду по не нашої землі, Є в Болівії маленький будинок, Чуйський тракт (з Григорієм Гладковим), Маруся отруїлася, Дружина алкоголіка, Пролетарочка, Вам ніколи не забути мене, Дівчина з Нагасакі, Сестричка, Бублики (з Зіновієм Гердтом), Дівчина з маленької таверни. — М., 1995.[8][9]
- Гра в класиків (пісні на вірші Андрія Усачова). — 2003.

## Твори
- Про жанрі музичної пародії // Майстри мистецтва радять. — М., 1964.